# Абендрот, Ирена
Ирена А́бендрот (нем. Irene Abendroth, настоящее имя и фамилия Ирена Фаллер фон Драга; 14 июля 1872, Лемберг — 1 сентября 1932, Вайдлинг возле Вены) — австрийская оперная певица (колоратурное сопрано), музыкальный педагог.

## Биография
Родилась в семье выходцев из Силезии. Уже в 8-летнем возрасте отличалась редким голосом, когда выступала в лицее в певческой капелле. Обучалась пению в Вене у Аурелии Йегер-Вильчек, затем занималась вокалом в Милане у Франческо Ламперти и Клеофонте Кампанини. В 1888 году дебютировала с концертом в Карлсбаде.
В 1889 году семнадцатилетняя певица с успехом дебютировала на сцене Венской государственной оперы в партии Амины («Сомнамбула» Беллини).
Затем получила ангажемент в Риге и Мюнхене, после чего вновь вернулась в Вену, где была занята в течение 1894—1899 годах. После разногласий с оперным режиссёром Густавом Малером в 1899 году, покинула Вену и уехала в Королевский Оперный Театр в Дрездене.
С 1899 по 1908 году Ирена Абендрот — солистка Королевской оперы Дрездена.
Очень ценила творчество Джакомо Пуччини и была в Германии первой исполнительницей главной роли в опере «Тоска», поставленной в Дрездене в 1902 году. Признанием её заслуг, стало присвоение Ирене Абендрот в 1905 звания Королевской Саксонской камерной певицы.
С 1905 по 1907 принимала предложения и пела в Оперных Театрах Штутгарта, Лейпцига, Франкфурта и Праги.
С 1910 года Ирен прекратила свои выступления на сцене Венской Оперы и гастроли по Европе. Занялась педагогической деятельностью, вела мастер-класс по пению в Вене. Австрийское правительство наградило Ирен Абендрот за долгую творческую деятельность Золотым Орденом за Заслуги. После окончания Первой мировой войны она потеряла почти всё своё состояние и жила очень скромно в Вейдлинге.
Певица умерла в 1932 г и похоронена с почестями на городском кладбище в Вейдлинге.

## Репертуар
Винченцо Беллини
- Норма (Адальджиза)
- Норма (Норма)
- «Сомнамбула» (Амина)

Гаэтано Доницетти
- Лючия ди Ламмермур (Лючия)

Фридрих фон Флотов
- Марта (Марта)

Кристоф Виллибальд Глюк
- Альцест (Альцест)

Карл Гольдмарк
- Сверчок на печи (Дот)

Руджеро Леонкавалло
- Паяцы (Недда)

Альберт Лорцинг
- Браконьер (Баронесса Фрайман)

Джакомо Мейербер
- Роберт-дьявол (Изабелла)
- Гугеноты (Маргарита де Валуа)
- Африканка (Селика)

Вольфганг Амадей Моцарт
- Свадьба Фигаро (Сюзанна)
- Свадьба Фигаро(Графиня)
- Дон Жуан (Донна Анна)
- Дон Жуан (Донна Эльвира)
- Похищение из сераля (Констанца)
- Волшебная флейта (Царица ночи)

Отто Николаи

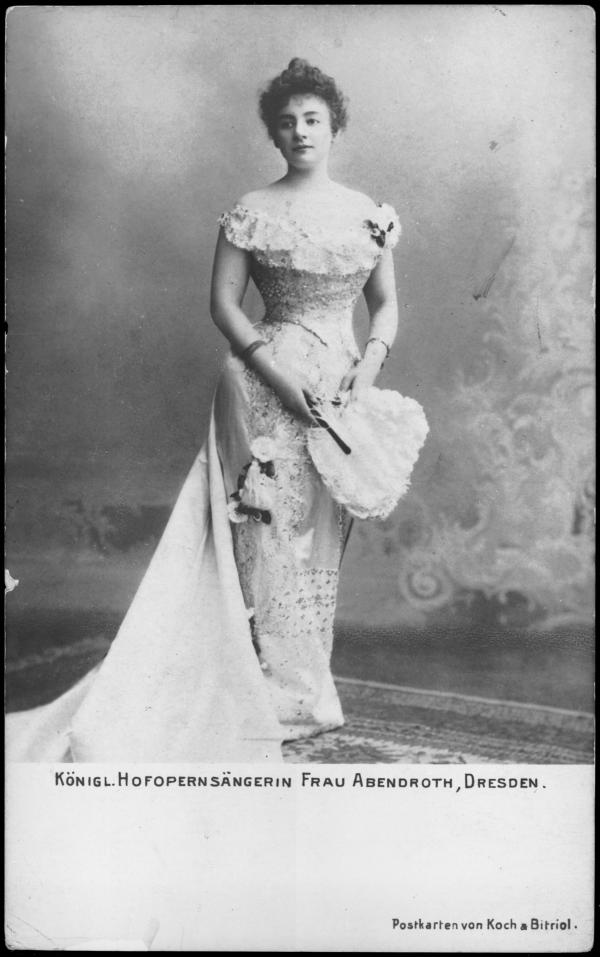
И. Абендрот

- Виндзорские проказницы (фрау Флют)

Джакомо Пуччини
- Тоска (Тоска)
- Мадам Баттерфляй (Чио-Чио-Сан)

Джоаккино Россини
- Севильский цирюльник (Розина)

Амбруаз Тома
- Миньон (Миньон)

Джузеппе Верди
- Фальстаф (Миссис Алиса Форд)
- Бал-маскарад (Амелия)
- Отелло (Дездемона)
- Риголетто (Джильда)
- Травиата (Травиата)
- Трубадур (Леонора)

Карл Мария фон Вебер
- Оберон (Резия, дочь Гарун аль Рашида)